# فرهنگ‌نویسی

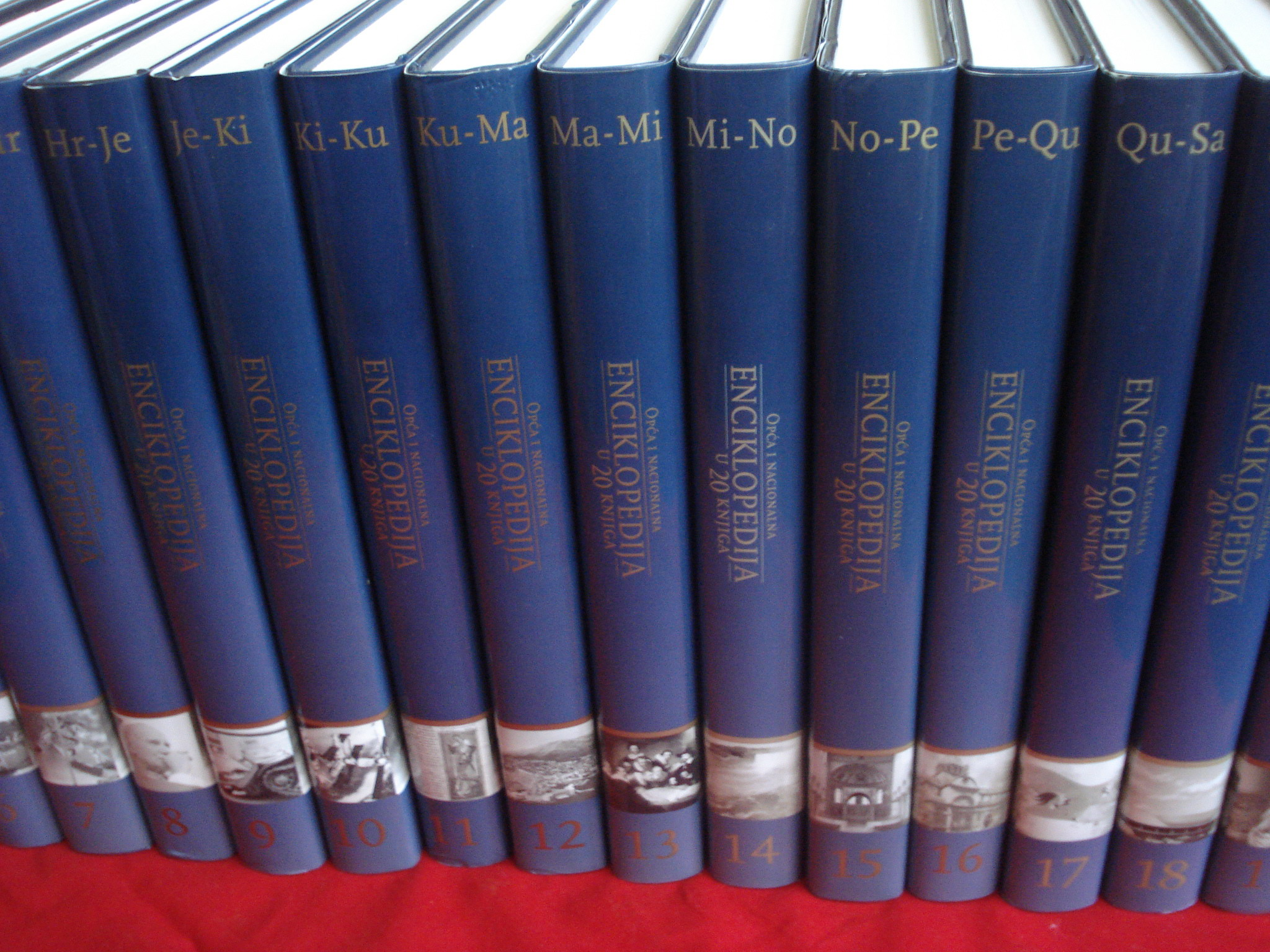
دانشنامه ملی ۲۰ جلدی در کرواسی

فرهنگ‌نویسی یا فرهنگ‌نگاری یکی از حوزه‌های دانش زبان‌شناسی است که به بررسی نحوهٔ نگارش و تدوین فرهنگ‌ها و واژه‌پردازی می‌پردازد.
فرهنگ‌نویس ممکن است فرهنگ لغت (قاموس)، واژه‌نامه، یا اصطلاحنامه بنویسد و ترتیب دهد. کوشش اصلی در فرهنگ‌نویسی بر این است تا داده‌های مربوط به یک واژه (همچون معنی، تلفظ، املا، کاربردها، نمونه‌ها، و غیره) تا حد ممکن برای کاربران قابل دستیابی و به شکلی کاربرپسند عرضه شود.
حوزهٔ فرهنگ‌نویسی با ترتیب دادنِ واژه‌یاب‌ها و نیز با حوزهٔ دانشنامه‌نویسی ارتباط نزدیک دارد.

## نقش پیکره در فرهنگ‌نویسی
پیکره مهم‌ترین رکن در تدوین یک فرهنگ عمومی جامع یک‌زبانه محسوب می‌شود و عناصر تشکیل‌دهندهٔ آن عبارت‌اند از:
- منابع نوشتاری، از کهن‌ترین نوشته‌ها تا زمان تدوین فرهنگ، شامل کتاب‌ها و رساله‌هایی در موضوعات مختلف ادبی، دینی، تاریخی، اسناد حقوقی، قضایی، پیمان‌نامه‌ها، نامه‌ها، داستان‌ها، سفرنامه‌ها، وبگاه‌ها و جز آنها.
- منابع گفتاری، ازجمله استفاده از نوارهای صوتی حاوی گفتگوهای روزمرهٔ اهل زبان برای گزینش واحدهای واژگانی و استفاده از شواهد، به‌ویژه برای ثبت تلفظ صحیح واژه‌ها.
- منابع حاصل از پژوهش‌های میدانی، به‌ویژه برای گردآوری اصطلاحات مربوط به حرفه‌ها و پیشه‌ها.